# 姜斗
姜斗（韓語：강두，1979年2月27日—），韓國男演員、男歌手。

## 演出作品

### 電視劇
- 2005年：MBC《再見，Francesca3》
- 2007年：MBC《宮S》飾演 李峻
- 2010年：MBC《惡作劇之吻》飾演 宋志奧
- 2015年：SBS《深夜食堂》飾演 在熙
- 2018年：KBS《讓開，命運啊》飾演 高善圭
- 2018年：KBS《我唯一的守護者》飾演 朴東元
- 2019年：JTBC《Legal High》飾演 安東尼奧

### 電影
- 2005年：《戀愛對決》
- 2016年：《哥哥》
- 2018年：《大觀覽車》
- 2020年：《聖恩之地》（直譯）
- 2020年：《Ensemble》（直譯）
- 2021年：《Double Patty》
- 2022年：《蟬鳴》

## 音樂作品
- 2001年：《Jadu Version 0001》
- 2002年：《Change Yourself》
- 2003年：《THE JADU 3》

## 外部連結
- 姜斗的Instagram帳戶